# Sydney Newman
Sydney Cecil Newman OC (Toronto, 1 d'abril de 1917 - Toronto, 30 d'octubre de 1997) va ser un productor de cinema i televisió canadenc, que va exercir un paper pioner en el drama televisiu britànic des de finals dels anys 50 fins a finals dels 60. Després del seu retorn al Canadà el 1970, Newman va ser nomenat director en funcions de la Branca de programes de difusió de la Canadian Radio and Television Commission (CRTC) i després cap de la National Film Board of Canada (NFB). També va ocupar càrrecs alts a la Canadian Film Development Corporation i Canadian Broadcasting Corporation, i va actuar com a assessor de la Secretaria d' Estat.
Durant la seva estada a Gran Bretanya als anys 50 i 60, va treballar primer amb ABC Weekend TV, abans de passar a la BBC el 1962, ocupant el paper de Cap de Drama per ambdues organitzacions. Durant aquesta fase de la seva carrera, va crear la sèrie d'espionatge The Avengers i va cocrear la sèrie de ciència-ficció Doctor Who , a més de supervisar la producció de sèries de drama social realista innovadores com Armchair Theatre i The Wednesday Play.
El Museum of Broadcast Communications descriu Newman com "l'agent més important en el desenvolupament del drama televisiu britànic". El seu obituari a The Guardian va declarar que "durant deu anys breus però gloriosos, Sydney Newman... va ser l'empresari més important de la Gran Bretanya... La seva mort no només marca el final d'una època, sinó el descans de tota una filosofia de l'art popular."
Al Quebec, com a comissari de l'NFB, va provocar polèmica per la seva decisió de suprimir la distribució de diverses pel·lícules políticament sensibles de directors francocanadencs.

## Carrera al Canadà

### Primers anys i l'NFB
Nascut a Toronto com a Sydney Cecil Nudelman, Newman era fill d'un pare immigrant jueu rus que regentava una botiga de sabates.
Després d'estudiar a l'escola pública d'Ogden, que va deixar als tretze anys, es va matricular més tard a l'Escola Tècnica Central, estudiant matèries d'art i disseny. Inicialment va intentar seguir una carrera com a fotògraf i artista, especialitzat en dibuixar cartells de pel·lícules. No obstant això, va trobar tan difícil guanyar prou diners per viure d'aquesta professió que, en canvi, va passar a treballar a la pròpia indústria cinematogràfica.
El 1938, va viatjar a Hollywood, on li van oferir un paper amb la Walt Disney Company gràcies al seu treball de dissenyador gràfic. No obstant això, no va poder acceptar la feina a causa de la manca d'obtenció del permís de treball. De tornada al seu país natal, l'any 1941, va obtenir una feina com a editor de cinema al National Film Board of Canada. Finalment va treballar en més de 350 pel·lícules mentre era editor de l'NFB.
Durant la Segona Guerra Mundial, el cap de l'NFB, John Grierson, va promoure Newman a productor de cinema, treballant en documentals i pel·lícules de propaganda, incloent Fighting Norway, que va dirigir. El 1944, va ser nomenat productor executiu de Canada Carries On , una sèrie de llarga durada d'aquestes pel·lícules.
El 1949, l'NFB el va convidar a la televisió, aleshores una nova indústria, amb una vinculació d'un any a NBC a la ciutat de Nova York. La seva missió allà va ser compilar informes per al govern canadenc sobre tècniques de televisió estatunidenca, centrant-se en drames, documentals i emissions externes.

### CBC Television
Un dels informes de Newman sobre radiodifusió exterior va ser vist i admirat pels executius de la Canadian Broadcasting Corporation (CBC), i el 1952 es va incorporar a la corporació com a director supervisor de llargmetratges, documentals i emissions externes. Allà va participar en la producció no només d'algunes de les primeres edicions de televisió de Hockey Night in Canada, sinó també el primer partit de la Canadian Football League que es va retransmetre a la televisió. Després de la seva experiència de veure la producció d'obres de teatre de televisió a Nova York, tenia moltes ganes de treballar en drama tot i que, va admetre que "no sabia res de drama". No obstant això, va poder persuadir els seus superiors de CBC perquè el fessin Supervisor de producció dramàtica el 1954. En aquest càrrec va encoratjar una nova onada de joves escriptors i directors, com Ted Kotcheff i Arthur Hailey, i va supervisar espectacles com el popular General Motors Theatre.
Escrivint l'any 1990, el periodista Paul Rutherford va considerar que durant la seva estada a la CBC als anys 50, Newman havia estat un "gran campió del drama realista i canadenc". Va sentir que Newman "va arribar a complir el paper de l'empresari del drama amb la visió d'empènyer la gent a desenvolupar un estil de drama popular i d'alta qualitat".
Diverses de les obres del General Motors Theatre, inclosa Flight into Danger de Hailey, van ser comprades per a la seva projecció per la BBC al Regne Unit. Les produccions van impressionar a Howard Thomas, que era el director general d'ABC Weekend TV, el titular de la franquícia de la cadena ITV rival a les Midlands i al nord d'Anglaterra els caps de setmana. Thomas va oferir a Newman una feina a l'ABC com a productor de la seva pròpia sèrie de thriller de dissabte a la nit, que Newman va acceptar i es va traslladar a la Gran Bretanya el 1958. El 1975, el cap de drama de la CBC, John Hirsch, va assenyalar que la tendència de tants escriptors i directors que havien seguit a Newman al Regne Unit durant la dècada de 1950 i que mai no havien tornat a treballar al Canadà va tenir un impacte perjudicial en l'estàndard dels posteriors drames televisius canadencs.

## ABC Weekend TV i ITV
Poc després que Newman arribés al Regne Unit, el cap de drama d'ABC, Dennis Vance, va ser traslladat a un càrrec més alt a la companyia, i Thomas li va oferir a Newman el seu càrrec, que va acceptar ràpidament. Tanmateix, va ser una mica menyspreant l'estat en què va trobar el drama televisiu britànic. "En aquell moment, vaig trobar que aquest país estava una mica ple de classe", va recordar als entrevistadors el 1988. "L'únic teatre legítim era el de varietats que en general donava una visió condescendent de la gent de la classe obrera. Els drames de televisió eren habitualment adaptacions d'obres escèniques i, invariablement, sobre les classes altes. Vaig dir:"Maleïdes classes altes: ni tan sols tenen televisors!'"
La principal eina de Newman per sacsejar aquest ordre establert va ser un programa que s'havia iniciat abans que arribés a ABC, Armchair Theatre. Aquesta sèrie d'antologia es va retransmetre a nivell nacional a les regions d'ITV els diumenges al vespre, i el 1959 va estar entre els deu primers d'audiències durant 32 de les 37 setmanes que es va emetre, amb una audiència de més de 12 milions d'espectadors. Newman va utilitzar el fil per presentar obres de teatre d'escriptors com Alun Owen, Harold Pinter i Clive Exton, i també va portar a col·laboradors del Canadà com Charles Jarrott i Ted Kotcheff. Escrivint l'any 2000, l'historiador de televisió John Caughie va afirmar que "la insistència de Newman perquè la sèrie només utilitzés material original escrit per a televisió va fer que Armchair Theatre fos un moment decisiu en la història del drama televisiu britànic".
El 1960 Newman va idear una sèrie de thriller per a ABC anomenada Police Surgeon , protagonitzada per Ian Hendry. Tot i que Police Surgeon no va ser un èxit i va ser cancel·lat després d'una curta durada, Newman va prendre Hendry com a protagonista, i una part de l'ethos del programa, per crear una nova sèrie (no una seqüela directa com de vegades s'afirma) anomenat The Avengers. Estrenada al gener de 1961, The Avengers es va convertir en un èxit internacional, encara que en anys posteriors la seva premissa va ser una mica diferent de la configuració inicial de Newman, desviant-se cap a un territori més humorístic en lloc de seguir sent un thriller valent.
El gran èxit de Newman a ABC havia estat observat per la British Broadcasting Corporation, els executius de la qual estaven disposats a reviure la fortuna del seu propi departament de drama davant la ferotge competència d'ITV. El 1961, el director de televisió de la BBC, Kenneth Adam, es va reunir amb Newman i li va oferir el càrrec de cap de drama a la BBC. Va acceptar el càrrec, amb ganes d'emprendre un nou repte, tot i que l'ABC l'obliga a romandre amb ells fins a l'expiració del seu contracte el desembre de 1962, després del qual comença immediatament a treballar amb la BBC.

## BBC

### Arribada i impacte
Hi va haver un cert ressentiment inicial pel seu nomenament dins de la corporació, ja que era un foraster i també guanyava més que molts dels executius superiors a ell, tot i que encara substancialment menys del que li havien pagat a ABC. Com ja havia fet a ABC, tenia ganes de sacsejar la imatge ferma del drama de la BBC i introduir nous punts de venda per al drama de la classe obrera i el grup d'escriptors coneguts com els "Angry Young Men". També va dividir el departament de dramatúrgia en tres divisions separades: sèries, sèries i obres de teatre.
El 1964, ell i Kenneth Adam van iniciar la nova sèrie d'antologia The Wednesday Play, un equivalent de la BBC d'Armchair Theatre, que va tenir un gran èxit i elogis de la crítica amb obres escrites i dirigides per persones com Dennis Potter, Jeremy Sandford i Ken Loach. El fil va atreure comentaris i debats per a diverses de les seves produccions, com Cathy Come Home, una producció de Tony Garnett d'un guió de Jeremy Sandford, que tractava el tema dels sensesostre. També hi va haver problemes causats pel fet que Newman va incorporar directors autònoms per treballar en el programa, que de vegades gastaven en excés en les seves obres per intentar augmentar el seu impacte; amb directors de personal això es podia compensar reduint el pressupost d'una producció posterior, però per a un autònom no hi havia aquest recurs.
Shaun Sutton va ser un dels productors de drama que va treballar amb Newman a la BBC, i més tard va succeir al canadenc com a cap de drama. Més tard va escriure que Newman "va galvanitzar el drama televisiu... [Va crear] un clima en què l'audàcia pagava." En canvi, Don Taylor, que era director del departament de drama en aquell moment, va afirmar més tard que sentia que Newman no era adequat per al càrrec de cap de Drama, escrivint: "Per dir-ho brutalment, em va ofendre profundament que la posició principal en el drama televisiu, en un moment en què realment era el Teatre Nacional de l'Aire, s'hagués donat a un home els valors del qual eren totalment comercials i que no tenia més que un coneixement profà de la tradició teatral anglesa, i molt menys del drama d'Europa i el món en general."
La biografia de Newman al lloc web del Museum of Broadcast Communications assenyala que gran part de la feina per la qual se li atribueix Newman a la BBC era poc diferent de la que havia dut a terme el seu predecessor Michael Barry, que "també va atreure nous escriptors originals joves... i va contractar joves directors... No obstant això, va ser la novetat i la innovació que Newman va encoratjar en la seva producció dramàtica el que és més significatiu: la seva concentració en el potencial de la televisió com a televisió, per a un públic massiu no mitjà." L'acadèmica Madeleine Macmurraugh- Kavanagh ha criticat algunes de les opinions elogioses de l'època de Newman a la BBC, escrivint que: "Quan s'examina el material d'arxiu i premsa que emana del període 1964-65, apareix una bretxa interessant entre el que semblava probable que Newman aconseguís i el que finalment va aconseguir... També rellevant per a la mitologia que ha sorgit al voltant de Newman és el fet que el seu material dramàtic preferit va ser interpretat per alguns com una mica menys radical del que semblava."

### Doctor Who
El 1963 va iniciar la creació de la sèrie de televisió de ciència-ficció Doctor Who. La sèrie ha estat descrita pel British Film Institute com que havia "creat un fenomen diferent a qualsevol altre programa de televisió britànic", i pel diari The Times com "la quintaessència d'ésser britànic". Newman feia temps que era un fan de la ciència-ficció: "Fins als 40 anys, no crec que hi hagués cap llibre de ciència-ficció que no hagués llegit. Els estimo perquè són una manera meravellosa... i una manera segura, podria afegir, de dir coses desagradables sobre la nostra pròpia societat".
Quan el controlador de la televisió de la BBC, Donald Baverstock, va alertar a Newman de la necessitat d'un programa per salvar la bretxa entre l'aparador esportiu Grandstand i el programa de música pop Juke Box Jury els dissabtes al vespre, va decidir que un drama de ciència-ficció seria el vehicle perfecte per omplir l'espai i guanyar un públic familiar. Tot i que Donald Wilson, C. E. Webber i altres van fer molts treballs sobre la gènesi de la sèrie, va ser Newman qui va crear la idea d'una màquina del temps més gran per dins que per fora i el personatge del misteriós "Doctor", tots dos que segueixen sent el centre del programa. L'origen del títol real Doctor Who és menys clar; l'actor i director Hugh David el va acreditar més tard al seu amic Rex Tucker, el "productor cuidador" inicial del programa, tot i que el mateix Tucker va dir que el títol venia de Newman. En una entrevista de 1971, Donald Wilson va afirmar haver donat un nom a la sèrie, i quan va fer aquesta afirmació Newman no la va discutir.
Després que la sèrie s'hagués concebut, Newman es va acostar inicialment a Don Taylor i després a Shaun Sutton per produir-la, encara que tots dos van declinar. Aleshores es va decidir per la seva antiga assistent de producció a ABC, Verity Lambert, que mai havia produït, escrit o dirigit, però ella va acceptar fàcilment la seva oferta. Quan Lambert es va convertir en la productora dramàtica més jove —i l'única dona— de la BBC, hi va haver alguns dubtes sobre l'elecció de Newman, però es va convertir en un èxit en el paper. Fins i tot Newman es va enfrontar amb ella de vegades, sobretot per la inclusió de les criatures alienígenes dàleks al programa. Newman no havia volgut cap "monstre d'ulls d'insecte" al programa, però es va aplacar quan les criatures van tenir un gran èxit. A l'episodi "Human Nature" de Doctor Who del 2007, el Doctor (en forma humana com "John Smith") es refereix als seus pares Sydney i Verity, un homenatge tant a Newman com a Lambert.

### Altres feines i sortida
Newman també va tenir èxit amb els plats més tradicionals de la BBC, com el drama d'època The Forsyte Saga el 1967, un projecte de Donald Wilson en el qual inicialment Newman no havia estat interessat. No obstant això, es va convertir en una de les produccions més aclamades i populars de la seva època, vista per 100 milions de persones en 26 països. Després d'iniciar també altres sèries populars com Adam Adamant Lives!, a finals de 1967 el contracte de cinc anys de Newman amb la BBC va arribar a la seva fi, i no es va quedar amb la corporació. Va tornar a la indústria cinematogràfica, ocupant una feina com a productor a l'Associated British Picture Corporation. "Vull allunyar-me de la cadira del meu executiu i tornar a ser un treballador creatiu", va dir al diari The Sun sobre la seva decisió.
No obstant això, la indústria cinematogràfica britànica estava entrant en un període de decadència, i cap dels projectes de Newman va entrar mai en producció. ABPC va ser presa per EMI, i a finals de juny de 1969, Newman va ser acomiadat de l'empresa, descrivint més tard els seus divuit mesos allà com "un malbaratament inútil". Tot i que la BBC li va oferir una producció executiva, amb ganes de recuperar els seus serveis el mateix dia que va deixar ABPC, Newman va decidir tornar al Canadà. Va marxar del Regne Unit el 3 de gener de 1970, i va portar The Sunday Times a comentar que "la televisió britànica mai més tornarà a ser la mateixa".

## Retorn al Canadà

### President de l'NFB
El seu primer càrrec en tornar al seu país d'origen va ser un càrrec d'assessor a la Comissió de Ràdio i Televisió del Canadà (CRTC) a Ottawa, on va lluitar contra les emissores privades del Canadà, especialment CTV, per les noves regulacions de contingut canadenc. Això va durar només uns mesos, abans que l'agost de 1970 esdevingués el nou comissari de cinema del govern, el president de la National Film Board of Canada, tornant a la mateixa institució per a la qual havia treballat als anys quaranta. En aquest paper, va experimentar problemes considerables al Quebec a causa del fet que no parlava francès, en un moment en què la branca del Programa francès de l'NFB atraia joves cineastes nacionalistes quebequesos. Alguns membres del personal també van sentir que havia estat lluny de l'NFB durant massa temps, mentre que el cineasta Denys Arcand va sentir que Newman no entenia la cultura del Quebec.
Newman va poder millorar les relacions de l'NFB amb l'emissora CBC, assegurant franges de televisió en horari de màxima audiència per a diverses produccions, encara que va ser criticat per alguns cineastes per permetre que la CBC projectés pel·lícules de l'NFB amb interrupcions comercials. També va traslladar l'NFB completament a la producció de pel·lícules en color. No obstant això, Martin Knelman, del Toronto Star , va considerar que Newman estava "sumit en la guerra política i el caos administratiu". Va ser el responsable de censurar o prohibir diverses produccions, entre elles On est au coton d'Arcand i 24 heures ou plus de Gilles Groulx. Aquestes pel·lícules es preocupaven, respectivament, de les condicions dels treballadors de les fàbriques tèxtils i de la crítica a la societat de consum. Aquesta censura o prohibició va provocar que alguns crítics ataquessin a Newman per ser anticlasse treballadora i procapitalista.
Newman tenia un registre mixt amb pel·lícules en francès. Va defensar Un pays sans bon sens! de Pierre Perrault a una comissió del parlament l'any 1971, però el mateix any va rebutjar personalment l'estrena de la pel·lícula de Michel Brault sobre la Crisi d'Octubre, Les Ordres. Això va ser malgrat que la pel·lícula ja havia estat aprovada pel comitè de llengua francesa de la junta, i finalment no es va estrenar fins que Brault la va estrenar personalment el 1974.
El mateix Newman havia estat considerat com un possible objectiu de segrest terrorista durant la crisi d'octubre, i els guàrdies armats havien patrullat la seu de l'NFB. Newman estava preocupat per la idea d'estrenar pel·lícules de temàtica nacionalista quebequesa, com ara 24 heures ou plus de Groulx, en un moment polític tan tens, preocupat pel que pensaria el públic canadenc. Encara que va ser el segon de Newman, André Lamy, qui en alguns casos va cridar l'atenció del monolingüe Newman sobre la naturalesa controvertida de les produccions en llengua francesa, va ser el mateix Lamy qui més tard va permetre l'estrena d'algunes d'aquestes mateixes pel·lícules després que va succeir a Newman com a comissari de cinema del govern.
Quan el contracte de Newman amb l'NFB va acabar el 1975, no es va renovar. L'historiador del cinema Gerald Pratley afirma que en aquest punt, l'NFB era "una institució gairebé oblidada" a causa de "l'estupor que l'havia superat". L'escriptor Richard Collins va considerar que "les mateixes experiències que van permetre a [Newman] reconèixer la naturalesa del problema de l'NFB i la necessitat d'un canvi de dicció i una reorientació als gustos dels canadencs l'havien deixat fora de contacte amb el Canadà." Per la seva banda, Newman va considerar que el programa francès de l'NFB no havia fet prou esforç per comunicar-se amb la gent del Canadà anglès o per fer pel·lícules que fossin rellevants per "els homes corrents, que no tenen cap destral particular per moldre".
Newman es va convertir en assessor especial en cinema del secretari d' Estat, i des de 1978 fins a 1984 va ser consultor creatiu en cap de la Canadian Film Development Corporation.

### Anys posteriors
Newman va rebre l'Ordre del Canadà el 1981, el màxim honor civil del país. Poc després va tornar a viure de nou a la Gran Bretanya durant un temps després de la mort el 1981 de la seva dona Elizabeth McRae, amb qui estava casat des de 1944. La seva principal raó per tornar al Regne Unit va ser intentar, sense èxit, produir una sèrie dramàtica sobre el Grup de Bloomsbury per a la nova cadena Channel 4.
El 1986, l'aleshores controlador de la BBC One, Michael Grade, descontent amb l'estat actual de Doctor Who, va escriure a Newman per preguntar-li si tenia idees per reformatar la sèrie, que en aquell moment estava lluitant en les audiències i amb la seva estrella Colin Baker a punt de ser acomiadat per Grade. El 6 d'octubre de 1986, Newman va escriure a Grade suggerint-li que prengués el control directe de la sèrie com a productor executiu, que Patrick Troughton hauria de tornar al paper de Doctor durant una temporada i després regenerar-se en una dona, amb Newman suggerint-li a Joanna Lumley, Dawn French o Frances de la Tour per succeir a Troughton. Aleshores, Grade va suggerir que Newman es trobés amb l'actual cap de drama, Jonathan Powell, per dinar per parlar de les idees del canadenc. Newman i Powell no es portaven bé, però, i no va sortir res de la seva trobada. Newman tampoc no va tenir èxit en un intent d'afegir el seu nom als crèdits finals de l'espectacle com a creador. El cap de sèries i sèrials en funcions Ken Riddington, a qui s'havia referit la sol·licitud de Newman, li va escriure que "els caps de departament que generen programes han d'estar satisfets amb les altres recompenses que es deriven de fer-ho".
Newman va tornar al Canadà de nou als anys 90, on va morir d'un atac de cor a Toronto el 1997, als 80 anys. En el moment de la seva mort, la seva parella era Marion McDougall.

## Llegat
El setembre de 2003, una versió de Newman interpretada per l'actor Ian Brooker va aparèixer a l'obra de radioteatre Doctor Who Unbound Deadline, escrita per Rob Shearman i publicada per Big Finish Productions. L'obra estava ambientada en un món en el qual Doctor Who no havia estat mai creat, existint només en la imaginació i els records de l'escriptor de ficció Martin Bannister, interpretat per Derek Jacobi. Com a part de la trama de l'obra, Bannister no va poder recordar clarament si Newman havia estat canadenc o australià, amb l'accent del personatge de Newman canviant segons els diferents records de Bannister.
Amb motiu del cinquantè aniversari de Doctor Who l'any 2013, la televisió de la BBC va encarregar una dramatització dels esdeveniments que envolten la creació de la sèrie, titulada An Adventure in Space and Time i escrita per Mark Gatiss. Newman va ser interpretat per l'actor escocès Brian Cox.
L'abril de 2017, Digital Entropy Publishing va publicar una biografia de Newman de Ryan Danes, titulada The Man Who Thought Outside the Box.